# Eburodacrys eburioides
Eburodacrys eburioides es una especie de escarabajo longicornio del género Eburodacrys, tribu Eburiini, subfamilia Cerambycinae. Fue descrita científicamente por White en 1853.

## Descripción
Mide 11-17 milímetros de longitud.

## Distribución
Se distribuye por Argentina, Brasil y Paraguay.